# Schwarzer Adlerorden

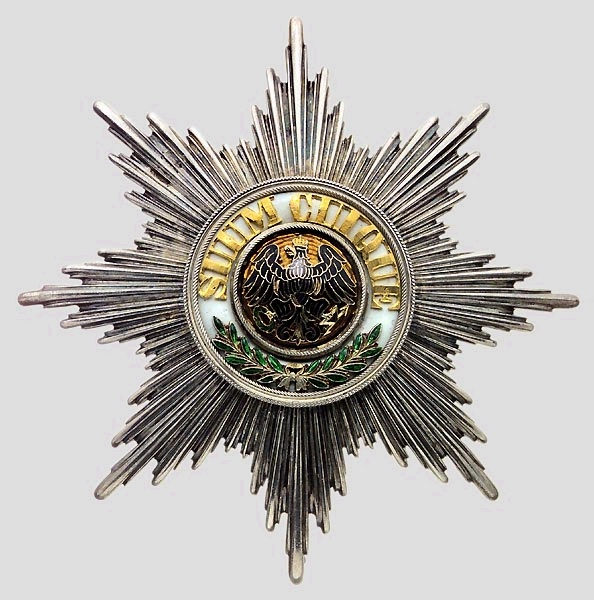
Bruststern des Schwarzen Adlerordens

Der Schwarze Adlerorden war der höchste Orden der Krone Preußens. Gestiftet wurde er durch den brandenburgischen Kurfürsten Friedrich III. am 17. Januar 1701, dem Tag vor seiner Selbstkrönung zum König in Preußen im Königsberger Schloss. Bis zur Abdankung der Hohenzollern im Jahr 1918 wurde diese Auszeichnung auf „Allerhöchste Order Seiner Majestät“ an Personen hohen Ranges aus Anlass von Krönungsjubiläen, königlichen Geburtstagen und anderen Festlichkeiten des Hofstaats verliehen, die dann Ritter des Ordens waren.

## Geschichte
Der Orden wurde am Vortag der Feierlichkeiten der Krönung Kurfürst Friedrichs III. zum König in Preußen, dem 17. Januar 1701, in Königsberg gestiftet. Der Hohe Orden vom Schwarzen Adler war kein Verdienstorden wie der Pour le Mérite, sondern zunächst ein Hausorden mit begrenzter Mitgliederzahl. Die Devise des Ordens Suum cuique  (deutsch: „Jedem das Seine“) war dieselbe wie die der Prinzenzeit des Kurfürsten und wurde so zum Wahlspruch der preußischen Könige. Ursprünglich sollte die Zahl der preußischen Ordensinhaber, die königlichen Prinzen nicht mitgerechnet, nur 30 Personen betragen. Bis 1848 mussten Personen von nicht reichsfürstlicher Geburt, die die Auszeichnung bekommen sollten, ihre Abstammung von acht adligen Ahnen nachweisen und das 30. Lebensjahr erreicht haben. Mit der Neuveröffentlichung der Statuten durch Friedrich Wilhelm IV. am 20. Februar 1848 erhielten nichtadelige Ordensritter mit dem Erhalt der Insignien einen Wappenbrief, der sie in den erblichen Adelsstand erhob. Die preußischen Prinzen erhielten den Orden zwar mit ihrer Geburt, legten die Insignien aber erst nach ihrer Konfirmation und nach der Neuveröffentlichung durch Friedrich Wilhelm IV. zusammen mit ihrer ersten Offiziersuniform zum vollendeten zehnten Lebensjahr an. Auch Damen konnten in seltenen Fällen den Orden erhalten, so z. B. Victoria von Großbritannien und Irland als Königin von Preußen und Deutsche Kaiserin.

## Insignien

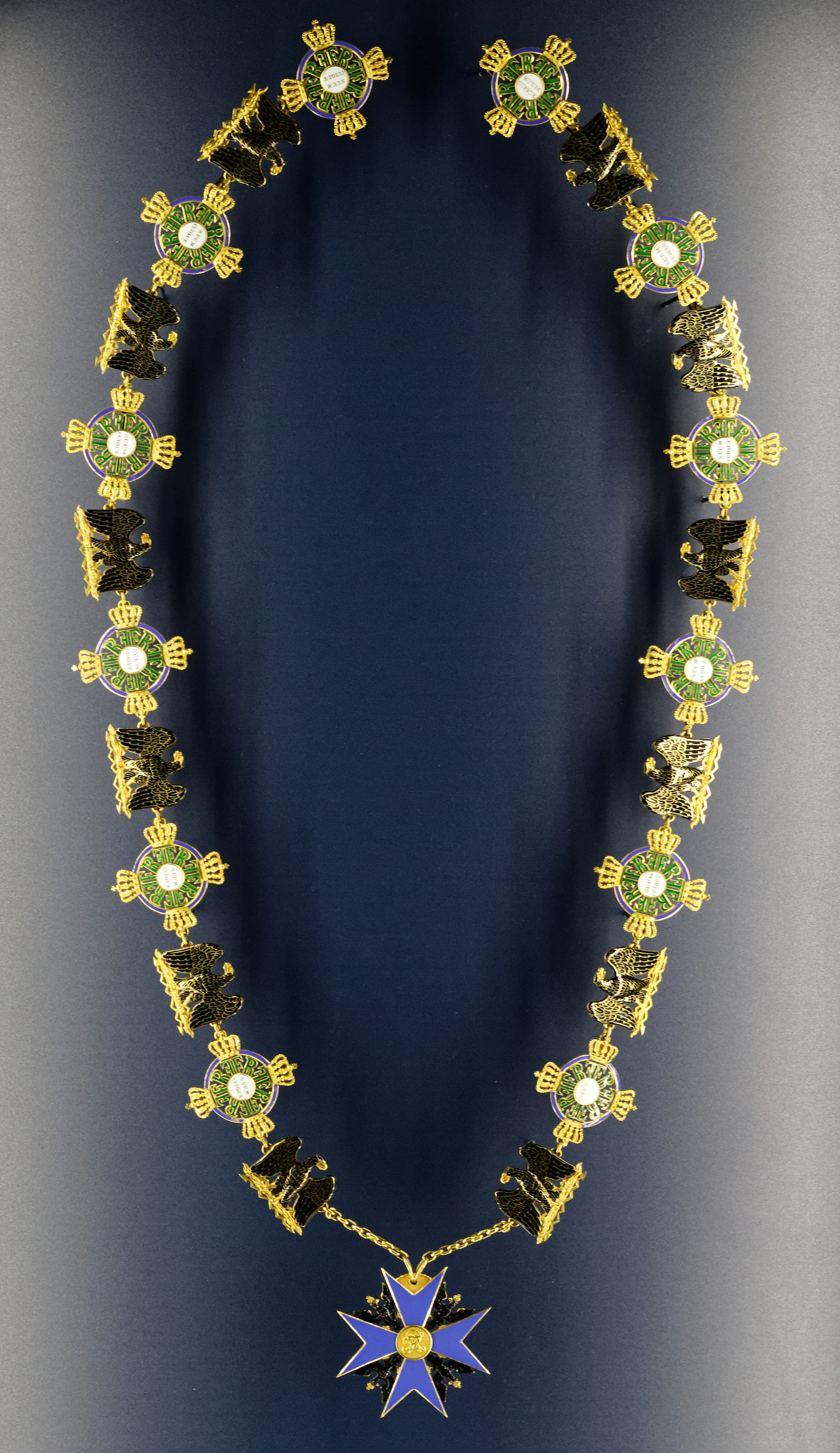
Kollane und Kreuz zum Schwarzen Adlerorden

### Kleinod
Das Ordenszeichen des einklassigen Ordens ist ein blauemailliertes Malteserkreuz mit schwarzen gekrönten Adlern in den Kreuzwinkeln. In der Mitte befindet sich in einem goldenen Medaillon das verschlungene Monogramm des Stifters F R (Fridericus Rex). Unter Friedrich Wilhelm II. (reg. 1786–1797) zeigt das Medaillon das Monogramm F W R (Fridericus Wilhelminus Rex). Das Ordenszeichen konnte auch in Brillanten verliehen werden.

### Stern
Das Medaillon des achtstrahligen silbernen Ordenssternes zeigt den schwarzen preußischen Adler auf orangefarbenem Grund innerhalb der Ordensdevise Suum cuique sowie einen Lorbeerzweig. Bis zur Mitte des 19. Jahrhunderts war der Ordensstern gestickt und wurde an die Uniform genäht. Ab 1810 wurden die ersten Ordenssterne aus Metall verliehen und Friedrich Wilhelm IV. verfügte 1858, dass nur noch silberne Ordenssterne zu verleihen seien. Der silberne Ordensstern konnte, wie das Kleinod, auch mit Brillanten verliehen werden. Ritter des Schwarzen Adlerordens, die auch Ritter des englischen Hosenbandordens waren, konnten den Stern des Schwarzen Adlerordens mit dem Hosenband umschließen.

### Band
Das Kleinod wurde an einer einfarbigen, orangen Schärpe von der linken Schulter zur rechten Hüfte getragen. Das orangefarbene Ordensband war eine Huldigung an das Haus Oranien und Friedrichs holländische Mutter Luise Henriette von Oranien. Außerdem verlieh es im Kontext des oranischen Erbfolgestreits der Hoffnung auf das Erbe des kinderlosen Oraniers Wilhelm III. von England Ausdruck.

### Ordenskette
Als besondere Auszeichnung konnte der Orden mit der Collane verliehen werden (z. B. an Otto von Bismarck, der den Orden auch in Brillanten erhielt). Die Kette setzt sich aus zweierlei Arten von Kettengliedern zusammen: einem schwarz emaillierten Adler, der in seinen Fängen goldene Donnerkeile trägt, und einem blau emaillierten Reif, an dessen Seiten vier Königskronen befestigt sind. Im Inneren des Reifes befindet sich ein weiß emailliertes Medaillon mit der aufgemalten Ordensdevise. Der Reif wird mit dem Medaillon durch die goldenen Initialbuchstaben des Stifters F R verbunden.

## Wissenswertes

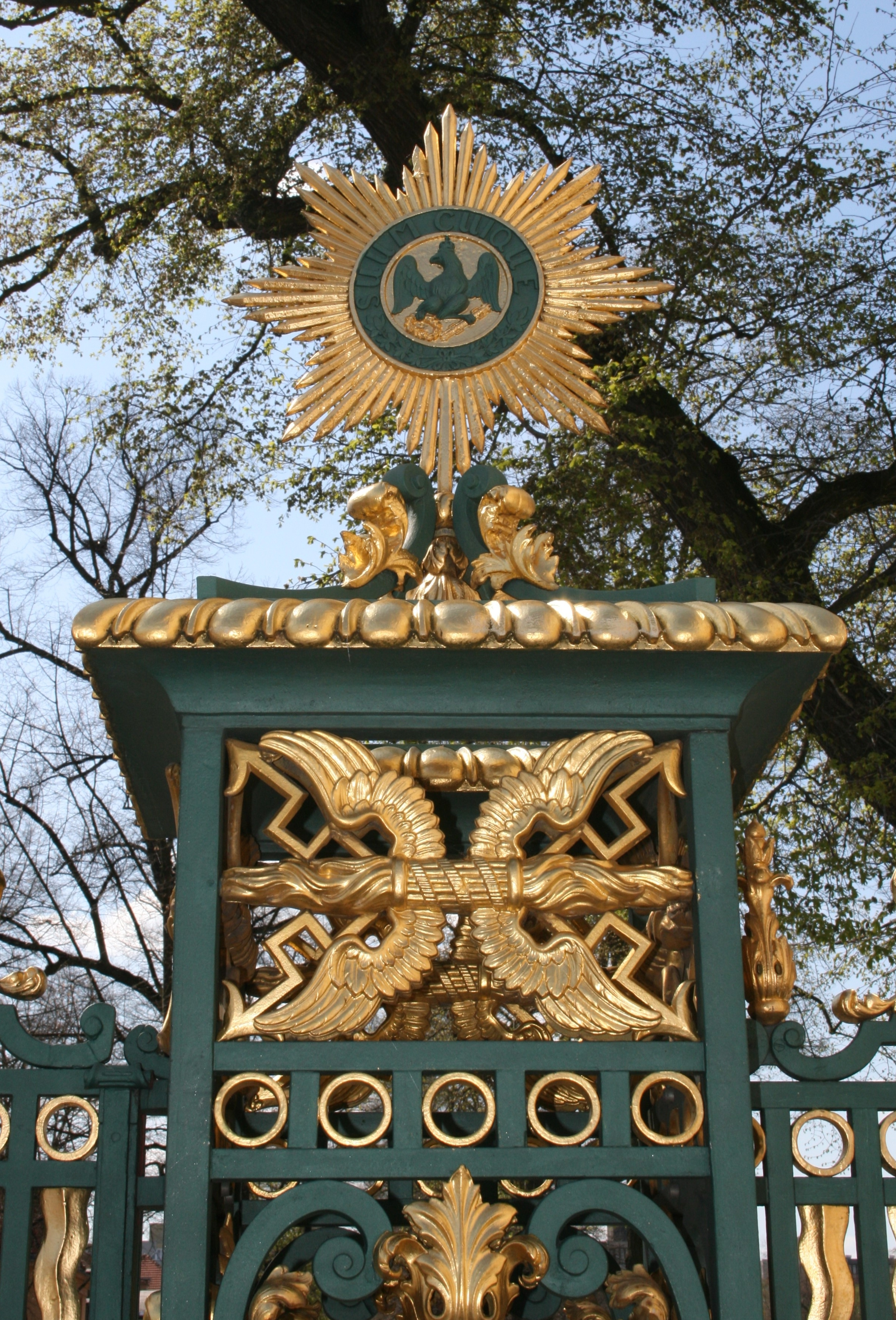
Abbildung des Bruststerns am Zaun von Schloss Charlottenburg

Die Ritter des Ordens vom Schwarzen Adler trugen ab 1792 stets auch das Ritterkreuz, ab 1810 das Ritterkreuz I. Klasse, ab 1861 das Großkreuz des Roten Adlerordens als Halsdekoration. Im Preußischen Hofrangreglement von 1878 standen die Mitglieder des Ordens nach den Inhabern der obersten Hofämter und dem preußischen Ministerpräsidenten an neunter Stelle, noch vor den Häuptern der fürstlichen und ehemals reichsständischen gräflichen Familien.
Heute ist der Ordensstern Zeichen der Feldjägertruppe der Bundeswehr und soll an die Gründung des Feldjägerkorps durch Friedrich II. im Jahre 1740 erinnern. Er wird als Abzeichen in Eichenlaub gefasst am Barett getragen.
Auch die Freimaurerloge „Zum schwarzen Adler“ in Berlin führt neben dem Ordensstern das Motto des Ordens Suum cuique in ihrem Bijou und erinnert damit an die Gründung der Freimaurerei in Preußen durch Friedrich II. im Jahre 1740.
Die Statuten schrieben fest, dass der Orden täglich getragen werden musste. Bei dem ersten Versäumnis der Tragepflicht musste der Ritter 30 Thaler, bei der zweiten 100 Thaler an das Königliche Waisenhaus in Königsberg zahlen. Beim dritten Versäumnis wurde der Orden aberkannt.
König Friedrich II. verlieh den Orden keinem General, der in Kriegsgefangenschaft gewesen war, so auch nicht dem Reichsgrafen Friedrich Ludwig Finck von Finckenstein nach 55 Dienstjahren. General Ernst Ludwig von Pfuhl war 1786 der letzte, der durch Friedrich II. mit dem Schwarzen Adlerorden ausgezeichnet wurde.
Friedrich II. übersandte seinem Vertrauten den Orden mit den eigenhändig geschriebenen Worten: „meinem lieben und ehrlichen Pfuhl“.
Abbildungen des Bruststerns zum Schwarzen Adlerorden bekrönen den Zaun von Schloss Charlottenburg.

## Verleihungen
Bis zur Novemberrevolution wurde der Orden 1341 mal verliehen. Zusätzlich erfolgten 92 Verleihungen mit Brillanten. Vom preußischen König Friedrich Wilhelm III. erhielten am 7. April 1805 gleichzeitig Napoleon Bonaparte, Joachim Murat, Charles-Maurice de Talleyrand-Périgord, Géraud Christophe Michel Duroc, Louis-Alexandre Berthier, Jean Baptiste Bernadotte und Jean-Jacques Régis de Cambacérès den Schwarzen Adlerorden. Der schwedische König Gustav IV. Adolf, der den Orden im Jahr 1792 erhalten hatte, schickte ihn daraufhin 1805 zurück, weil er als legitimer König von Gottes Gnaden nicht mit einem Usurpator und Generälen bürgerlicher Herkunft auf eine Stufe gestellt werden wollte.
Seit 1919 wird die Auszeichnung nur noch als Hausorden an Mitglieder des Hauses Hohenzollern verliehen. Bis 1934 erfolgten 13 Verleihungen. Bis zum Tode des ehemaligen Kaisers Wilhelm II. im Jahre 1941 wurde das Ordensfest, der 11. Juli (Geburtstag Friedrichs I.), jedes Jahr in Haus Doorn gefeiert. Ständiger Gast war dabei August von Mackensen.

## Ordensritter

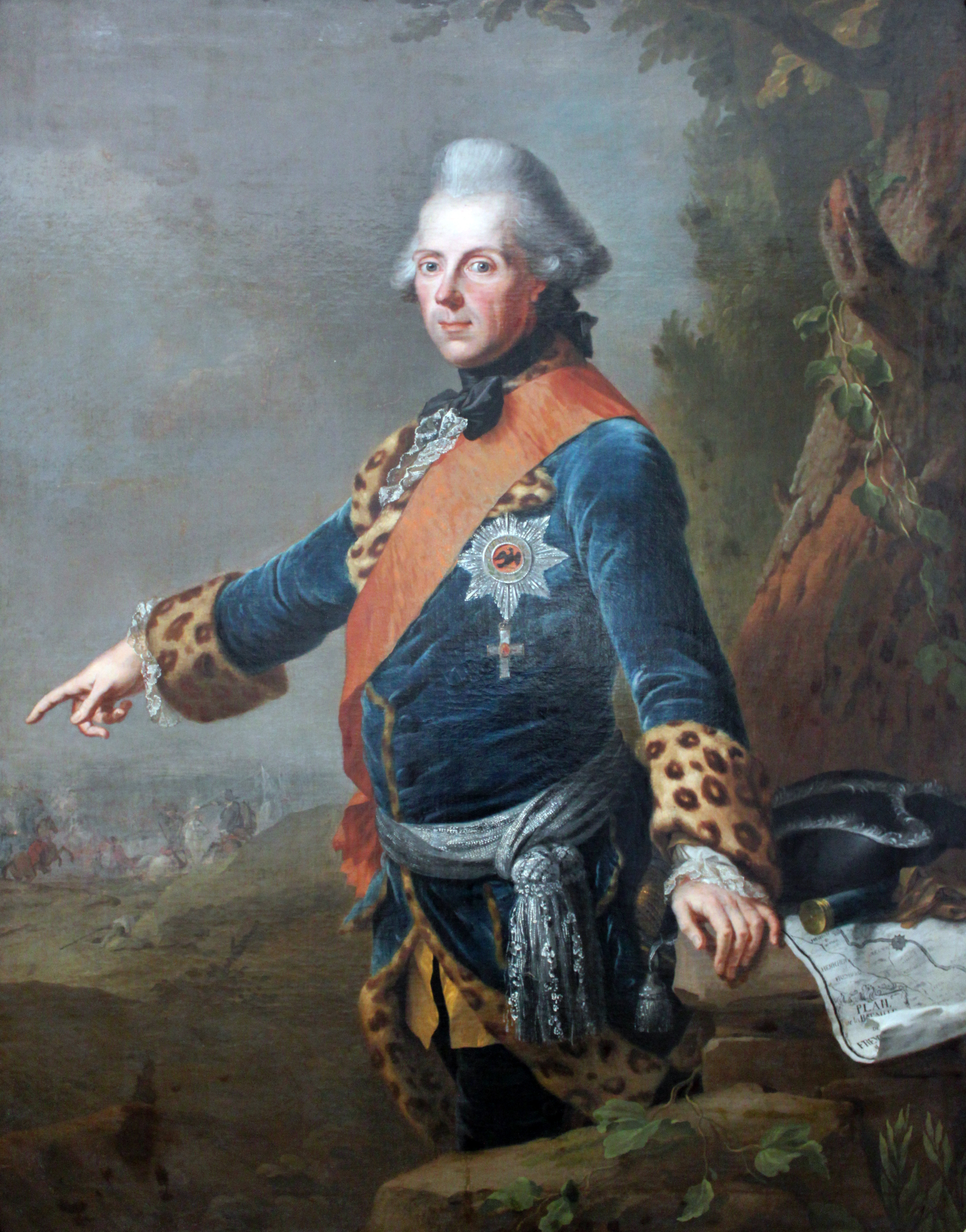
Prinz Heinrich von Preußen mit dem Bruststern zum Schwarzen Adlerorden

Die ersten neunzehn Ordensritter wurden am Tag der Stiftung in den Orden aufgenommen. Nachdem zuerst Johann Kasimir Kolb von Wartenberg zum Kanzler des Ordens ernannt worden war, wurden folgende Personen zu Rittern geschlagen:
- Friedrich Wilhelm I. als Kronprinz
- Markgraf Philipp Wilhelm von Brandenburg-Schwedt
- Markgraf Albrecht Friedrich von Brandenburg-Schwedt
- Markgraf Christian Ludwig von Brandenburg-Schwedt
- Herzog Friedrich Wilhelm Kettler (1692–1711)
- Herzog Friedrich Ludwig (1653–1728), Gouverneur von Preußen, Generalfeldmarschall
- Hans Albrecht von Barfus (1635–1704), brandenburgisch-preußischer Generalfeldmarschall
- Alexander zu Dohna-Schlobitten (1661–1728), brandenburgisch-preußischer General und Diplomat
- Philipp Karl von Wylich und Lottum (1650–1719), preußischer Generalfeldmarschall
- Otto Wilhelm von Perbandt (1635–1706), Obermarschall und Landhofmeister von Preußen
- Christoph Alexander von Rauschke (1652–1725), Oberburggraf von Preußen
- Georg Friedrich von Creytzen (1639–1710), Kanzler von Preußen
- Adam Christoph von Wallenrodt (1644–1711), Oberhofmarschall
- Christoph I. zu Dohna-Schlodien (1665–1733), brandenburgisch-preußischer General und Diplomat
- Otto Magnus von Dönhoff (1665–1717), brandenburgisch-preußischer Generalleutnant und Gesandter
- Julius Ernst von Tettau (1644–1711), Oberamtmann von Angerburg, Feldzeugmeister der Generalstaaten
- Wilhelm Dietrich von Bülow (1664–1737), Oberhofmeister der Königin
- Johann Georg von Tettau (1650–1713), Kammerherr Friedrichs III., Generalmajor der Kavallerie, Kommandant der Gardes du Corps

Für weitere Ritter siehe Ritter des Schwarzen Adlerordens.